# Khabab
 Der er for få eller ingen kildehenvisninger i denne artikel, hvilket er et problem. Du kan hjælpe ved at angive troværdige kilder til de påstande, som fremføres i artiklen.

Khabab (arabisk: خبب) er en lille by i Daraa-provinsen i det sydlige Syrien med en stor kristen befolkning.
Khabab ligger 57 kilometer syd for Damaskus i den nordlige del af Hauran-området. Grænsen til Jordan ligger 70 kilometer syd for Khabab og kan nås via M5-motorvejen. Den nærmeste større by er Daraa, der ligger 55 kilometer mod syd. Byen har omkring 10.000 indbyggere.